# Autoritratto in abiti da gentiluomo
L'Autoritratto in abiti da gentiluomo è un dipinto olio su tavola (75,5×58,5 cm) databile tra il 1540 e il 1545 circa assegnato a Francesco Salviati e conservato nel Museo nazionale di Capodimonte di Napoli.

## Storia
Non si hanno informazioni puntuali sulla committenza e sulle vicende legate all'esecuzione del ritratto, né tantomeno sull'identificazione del soggetto. Di certo si sa che la tavola era registrata nel palazzo Farnese a Roma, inventariato nel 1644 come opera di Andrea del Sarto: «un quadro in tavola con cornice a frontespitio intagliata e dorata di borchie et mascherino di noce dentro al quale è un ritratto antico con spada in mano con prospettiva dietro a pilastro e porta, mano di Andrea del Sarto.». Quest'ultima descrizione, con l'aggiunta dei particolari del cappello, del colore nero dell'abito e del collare, compare anche nell'inventario del 1653, dov'è registrato sempre a Roma.
Dal 1662 la tavola viene trasferita a Parma, dapprima nel palazzo del Giardino (1671), dove Ranuccio II Farnese lo collocò nella medesima stanza dov'erano i ritratti di Paolo III di Tiziano, e poi in quello della Pilotta. In questi frangenti l'opera rimane ancora assegnata ad Andrea del Sarto.
Nel 1734 il ritratto con anche tutta la collezione Farnese fu trasferita a Napoli per volere del nuovo re Carlo III di Spagna, primo figlio maschio di Elisabetta Farnese, ultima discendente del casato. Col passaggio dell'opera nella capitale viceregnale la paternità della medesima passò al Raffaello mentre la figura dell'uomo ritratto fu identificata con quella del cavaliere Dipartelli. Il dipinto fu trafugato dai francesi durante la Repubblica napoletana del 1799 e portato nei depositi di San Luigi dei Francesi a Roma, in attesa di essere esportato oltralpe. Domenico Venuti, emissario per conto di Ferdinando IV di Borbone, rinvenne la tavola nel 1801 e la restituì alla città, dove venne esposta nella galleria di palazzo Francavilla; in questo momento l'assegnazione rimase sempre al Raffaello, mentre l'uomo ritratto fu identificato con il poeta Tibaldeo.
Nel 1806 il re Ferdinando portò la tavola con sé a Palermo per metterla in salvo dalle razzie francesi durante il loro decennio di governo (1806-1815). Con il ritorno del dominio della famiglia Borbone, l'opera fu di nuovo a Napoli venendo collocata nel Museo di Capodimonte (allora Real museo borbonico). L'assegnazione al Raffaello e il soggetto ritratto identificato con il poeta Tibaldeo rimasero in essere fino al 1860 circa, allorché parte della critica iniziò a sollevare dubbi circa i due riferimenti.
Nella prima metà del Novecento la critica consolida la titolarità della tavola a Francesco Salviati, collocabile cronologicamente in un periodo anteriore al suo soggiorno a Firenze, sotto l'influenza di Sebastiano del Piombo e del Parmigianino, mentre l'uomo ritratto non trovò puntuale identificazione, venendo appellato genericamente quale "ritratto virile".
In epoca più recente si è infine propesi a identificare il soggetto con quello dello stesso Francesco Salviati; l'autoritratto viene citato anche dall'amico e collega Giorgio Vasari intorno alla metà degli anni '40 del Cinquecento, quindi durante il terzo soggiorno fiorentino del pittore, mentre era impegnato nelle decorazioni di palazzo Vecchio della assieme allo stesso collega aretino.

## Descrizione
Di gusto raffinato, l'opera ritrae un uomo dall'espressione malinconica in abito scuro con colletto ricamato e maniche di velluto, mentre la mano destra poggia sull'elsa della spada.
Sul retro della tavola è inciso in cera lacca grigia (rappresentativa delle opere farnesiane provenienti da Roma, mentre la cera lacca rossa identificava quelle di provenienza parmense) il numero d'inventario 101 e il giglio del casato Farnese.